# Чёрная армия (Венгрия)
Чёрная армия (венг. Fekete sereg), известная также как Чёрный легион (лат. Legio Nigra, нем. Die schwarze Legion) или Чёрный полк (словац. Čierny Pluk) — собирательное название вооружённых сил Королевства Венгрии, существовавших в эпоху правления Матьяша I Корвина. Предшественником и ядром этой армии была армия наёмников, существовавшая при отце Матьяша, Яноше Хуньяди, в 1440-е годы. Идеей о создании наёмной армии на постоянной основе Матьяш заинтересовался благодаря тому, что в молодости читал сочинения о жизни Гая Юлия Цезаря.
Считается, что Чёрная армия существовала в 1458—1494 годах. В отличие от нерегулярных армий того времени, личный состав которого набирался из крестьян, горожан и ремесленников, костяк Чёрной армии составляли профессиональные военные, получавшие жалование. Эта армия наёмников, существовавшая на постоянной основе и являвшаяся фактически регулярным войском, сумела под руководством короля Матьяша I завоевать значительную часть Австрии (в том числе взять в 1485 году Вену) и более половины территорий Земель Чешской короны (Моравия, Силезия, Лужица). Также в 1479 году Чёрная армия сумела нанести туркам поражение на Хлебовом поле.
Победы Чёрной армии во многом случались благодаря тому, что король Матьяш особенно ценил важность и роль первых образцов порохового оружия (в том числе ручного огнестрельного). Каждый четвёртый солдат Чёрной армии был вооружён аркебузой: подобного распределения оружия не было в других армиях, где эта доля достигала от силы 10%, однако высокая стоимость изготовления оружия не позволяла повысить долю таких стрелков в армии. В состав Чёрной армии входили пехота, артиллерия, лёгкая и тяжёлая кавалерии: тяжёлая кавалерия защищала лёгкую пехоту и артиллерию, а остальные части армии непосредственно участвовали в бою.
На заре своего существования Чёрная армия насчитывала от 6 до 8 тысяч наёмников. В 1480-е годы численность армии варьировалась от 15 до 20 тысяч, хотя в 1485 году в параде в Вене участвовали 28 тысяч человек — 8 тысяч пехотинцев и 20 тысяч кавалеристов. По численности Чёрная армия превосходила французскую армию короля Людовика XI — единственную из европейских армий, также существовавшую на профессиональной основе. В армии служили преимущественно чехи, немцы, сербы и поляки, а с 1480 года и венгры.
Чёрная армия при этом не являлось единственной крупной армией наёмников Матьяша Корвина: на севере, западе и востоке охрану пограничных земель несло дворянское войско, на содержание которого деньги шли из налогов, собираемых с местных жителей; на юге же границу Венгрии с Османской империей охраняла профессиональная армия, получавшая королевское жалование. В отличие от солдат Чёрной армии, входившие в эти гарнизоны наёмники были обучены именно обороне крепостей. Подобного явления в других странах Европы в то время не наблюдалось.
Смерть Матьяша Корвина ознаменовала конец существования Чёрной армии. Дворяне добились снижения налогов на 70—80 процентов, однако это привело к снижению обороноспособности страны, а новый король Богемии и Венгрии Владислав II Ягеллон оказался не в состоянии содержать такую огромную армию. Значительную часть королевских владений и имений король распределил между дворянами, укрепив тем самым влияние дворянства, однако это же привело к распаду национальной системы управления и ослаблению обороны. Пограничники и бойцы гарнизонов замков не получали жалование, крепости не отстраивались, а все инициативы по повышению налогов для укрепления национальной обороны блокировались.

## Название

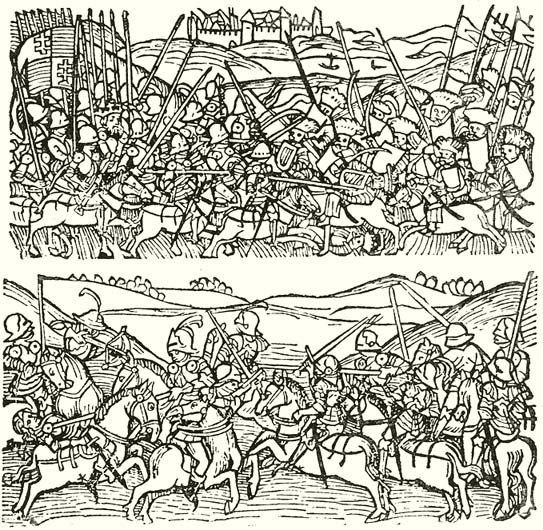
Миниатюры из Хроники Тюрочи (1488). Вверху: рыцари Чёрной армии в боях против турецкой кавалерии. Внизу: тренировки рыцарей

В разных источниках Чёрная армия называлась «Чёрным легионом» (лат. Legio Nigra, нем. Die schwarze Legion) или «Чёрным полком» (словац. Čierny Pluk).
Существуют несколько версий о том, почему армия получила название Чёрной. Первые записи с упоминанием слова «чёрный» в отношении солдат восходят к годам после смерти Матьяша Корвина, когда солдаты, не получавшие жалования, грабили венгерские и австрийские деревни. Предполагалось, что армию назвали «Чёрной» в честь капитана Йоханна Хаугвица, который также носил прозвище «Чёрный» и которого отождествляли именно с армией наёмников Корвина. По другой версии, у солдат армии Корвина были тёмные облачение и вооружение, а сами они смазывали лица чёрной краской, за что армию и прозвали в народе «Чёрной армией». В народе сохранились песни о солдатах Чёрной армии, в которых те воспевались за своё умение переносить зной и жару, голод и жажду, а также их преданность королю Матьяшу.
Также не исключено, что армия была чёрной буквально. Дело в том, что наёмники, которые экипировались за свой счёт, часто красили свои доспехи для защиты от коррозии. Цвет зачастую был чёрный. Именно поэтому рейтары (тоже наёмные всадники) несколько позднее снискали название «чёрных всадников», именно поэтому знаменитый рыцарь Завиша Чёрный получил свое прозвище (он красил свои доспехи в чёрный цвет). И именно отсюда возник в культуре образ «чёрного рыцаря»: его прообразом послужил обычный наёмник, воюющий не за честь, а за деньги.

## Основы для формирования

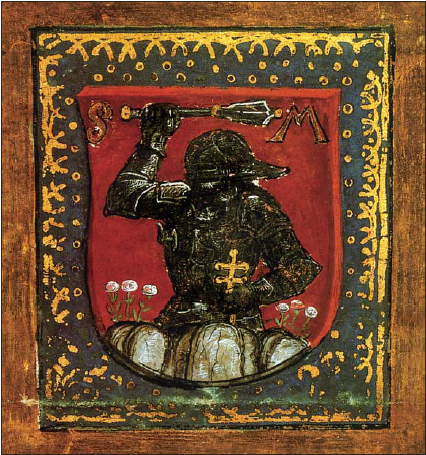
Рыцарь Чёрной армии

В первые годы правления Матьяша Корвина армия существовала на той основе, которую заложил император Священной Римской империи и король Венгрии Сигизмунд. Костяк армии составляли дворянские знамёна (банды) и солдаты из рядов крестьянского ополчения militia portalis: на каждые 20 крестьян (portae, букв. «врата») дворянин обязан был подготовить одного лучника для королевского войска. Со временем требования изменились: один лучник на 33 манора (участка) и три конных лучника на 100 маноров. Дворяне, у которых не было крестьян, но у которых были владения, должны были вступить в войско своего сюзерена в случае войны. В армии Матьяша в первые годы не было большого числа наёмников (см. сочинение Яна Паннония 1463 года об осаде замка Яйце).
При возникновении серьёзной опасности король созывал дворянское ополчение: все дворяне вне зависимости от происхождения созывали своих подданных, способных держать оружие. При этом такие войска могли сражаться не дольше 15 дней и только на территории Венгрии. Подобная мера мобилизации носила название insurrectio (с лат. — «восстание») и представляла собой по сути воинский призыв: вплоть до Раабской битвы 1809 года эта форма призыва оставалась обыденной для Венгрии, поскольку позволяла дворянам какое-то время не платить налоги. Однако этот вид призыва играл небольшую роль в Чёрной армии, поскольку Матьяш собирал большое ополчение только в начале правления, сократив его роль в дальнейшем.
В 1459 году король Матьяш своим указом восстановил требование собирать с каждых 20 крестьян одного лучника. Бароны из militia portalis включались не в дворянские знамёна (банды), а в королевскую армию, которой руководил капитан, назначаемый королём. Солдаты могли участвовать теперь в боях и за пределами страны. Численность мобилизованных по принципу insurrectio также выросла, а их срок службы составлял уже 3 месяца.

## Развитие армии

### Формирование

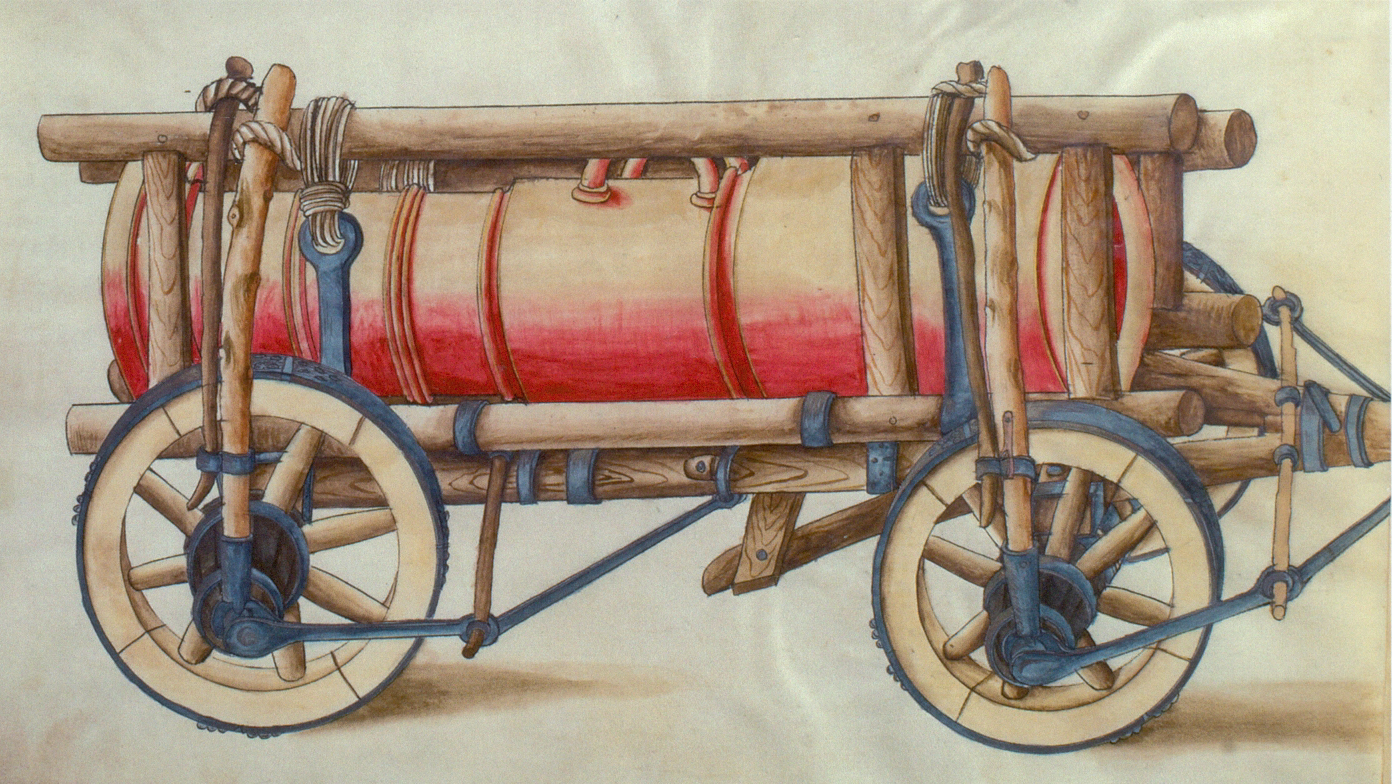
Осадное орудие «Слон». Йорг Кёлдерер, XVI век

Прилагаемых Матьяшем усилий было недостаточно для реорганизации армии, и в 1458 году он обратился к королю Чехии Иржи из Подебрад, одолжив у него 500 рыцарей для усмирения непокорных феодалов. Этот момент считается точкой перехода от устаревших феодальных малоопытных ополчений к профессиональным наёмным солдатам. В случае с обращением к Иржи Матьяш не только получил в своё распоряжение оставшихся сторонников гуситов, но и ознакомился с их боевой тактикой и опытом, которые и переняла впоследствии его Чёрная армия. Однако ему требовалось и дальше усиливать армию, поэтому он пригласил группу чешских наёмников во главе с Яном Искрой, которые в то время занимались мародёрством на севере страны. В обмен на службу венгерскому королю Искра не только был помилован, но и получил замки Шоймош (венг. Solymos, рум. Şoimuş) и Липпа (венг. Lippa, рум. Lipova), а его солдатам обещали жалование в размере 25 тысяч дукатов. Принявший предложение короля Искра отправился в Боснию, где ему предстояло через год вступить в бой с войсками Османской империи. Приглашение Искры на службу стало важным моментом в истории создания Чёрной армии.
За год до этого, в 1462 году король передал своему конюху, что мог бы нанять 8 тысяч кавалеристов для участия в войне против Османской империи при условии, что Венецианская республика оплатит расходы. Хотя венецианцы давали подобное обещание, всякий раз они откладывали решение этого вопроса. Во время Богемской войны состоялся первый крупный призыв наёмников, а ядро королевской пехоты Матьяша, насчитывавшей от 6 до 8 тысяч человек, вошло в состав ставшей в дальнейшем известной Чёрной армии.

### Финансирование
После того, как доходы королевской казны поднялись, выросло и количество наёмников в венгерской армии. Точные данные о количестве наёмников расходятся в разных летописях и описаниях разных боёв, поскольку большая часть солдат нанималась только перед конкретной битвой или для участия в конкретной войне. Гипотетически с учётом всех дворянских войск, наёмников, солдат покорённых Моравии и Силезии и союзников из Молдовы и Валахии король Матьяш мог собрать армию численностью до 90 тысяч человек. Дворяне участвовали в сражениях и кампаниях, только если были освобождены от налогового бремени.
Города должны были либо платить деньги королю на армию, либо производить оружие и снаряжение для солдат в обмен на освобождение от налогов. Начало производства пороха в королевстве позволило Матьяшу избавиться от необходимости закупать порох за границей.
Для повышения доходов король Матьяш изменил налоговую систему, начав собирать не с крестьян (portae) как таковых, а с хозяйств; в военное время налоги собирались в два раза чаще. С учётом собираемой от вассалов дани, помощи от некоторых западных держав, налогов с местного дворянства, налогов с городов и десятин ежегодный доход Матьяша составлял 650 тысяч флоринов (в Османской империи годовой доход был эквивалентен сумме в 1,8 млн флоринов). По мнению историков, на пике могущества Венгрии эта сумма достигала 800 тысяч флоринов, но, вопреки сложившемуся в обществе предубеждению, никогда не превышала отметку в 1 миллион. В 1467 году Корвин провёл реформу денежной системы для облегчения сбора налогов и управления выплатами, в результате которой началась чеканка новой монеты — серебряного динара. Один золотой флорин равнялся 100 серебряным динарам, а динары оставались в обращении вплоть до середины XVI века.
Кавалеристы получали три флорина за коня, щитоносцы — в два раза больше. Лучники, лёгкие пехотинцы и аркебузиры, среди которых были чехи, немцы и поляки, получали оплату разного уровня. Поскольку порох в то время был достаточно дорогим, король Матьяш предпочитал для борьбы против вражеской кавалерии использовать гуситскую тактику на основе обороны с использованием вагенбургов и поражать врага с помощью лучников, а не стрелков из порохового оружия. Когда в Трансильвании наладили производство огнестрельного оружия (особенно в Брашове), то наём и обучение аркебузиров стали дешевле для венгров.

### Речной флот
Речной флот (венг. flottila / naszád) состоял из галер, гребных шлюпок (позже переделаны в канонерки) и небольших кораблей, которые могли ходить по водам Дуная, Тисы и Савы. Свою важность флот доказал во время осады Белграда турецкими войсками в 1456 году, поскольку именно он сумел прорвать турецкую блокаду. В дальнейшем Матьяш занялся расширением и усилением флота: поскольку экипажи кораблей составляли сербы и хорваты, крупнейшими портами и верфями стали Белград и Шабац. В 1475 году по распоряжению Матьяша Корвина на речные баржи начали устанавливать первые пушки и бомбарды, которые могли стрелять ядрами массой от 45 до 90 кг. К 1479 году флот насчитывал 360 кораблей с суммарным экипажем 2600 человек и вместимостью 10 тысяч солдат. Помимо этого, Матьяш сумел также завоевать выход к Адриатическому морю, взяв город  Сень, который стал своеобразной военно-морской базой. Какое-то время Матьяш даже мог следить за торговыми путями, проходившими из Килии по дельте Дуная в Чёрное море. Вскоре этот маршрут оказался во власти Молдавского княжества, которое заняло эти территории при помощи турецкого флота.

## Действия армии

### Структура
Согласно документам посольства Венеции за 1479 год, численность Чёрной армии оценивалась в 16 тысяч человек — 6 тысяч уроженцев Венгрии и Трансильвании, 10 тысяч уроженцев Чехии. Согласно королевскому историку Антонио Бонфини, Чёрная армия насчитывала 20 тысяч кавалеристов, 8 тысяч пехотинцев и 9 тысяч боевых повозок, а также ещё 8 тысяч солдат, нёсших службу в замках и укреплявших южную линию обороны Венгрии. Чёрная армия превосходила по численности даже армию королевства Англия. Армия состояла из трёх частей. В первую входила вся кавалерия, во вторую — щитоносцы с павезами и лучники, которые держали оборону, в третью — лёгкая пехота и аркебузиры, которые нападали на противника.
Основой войска были рыцари-наёмники из соседних стран, две трети личного состава набиралось из крестьян и горожан.

### Тактика
В письме 1481 года королю Неаполя Фердинанду I венгерский король Матьяш описывал организацию и тактику боевых действий своих пехотинцев следующим образом:

Пехотинцы [...] делятся на разные типы: одни лёгкие пехотинцы, другие тяжёлые, а есть щитоносцы [...] Есть стрелки, стреляющие из пушек или огнестрельного оружия меньшего размера, но они не так доблестны и полезны со своим оружием, как другие пехотинцы. Однако в начале боя, пока не настала очередь огнестрельного оружия, их можно использовать за щитами и в обороне. У нас принято ставить в пять раз меньше стрелков, чем пехотинцев [...] Мы рассматриваем тяжёлую пехоту в качестве стены, которая никогда не оставит свои позиции, и даже если всех их перережут до последнего, они будут стоять на месте. По обстановке действует легко вооружённая пехота, а если они устают или чувствую опасность, то возвращаются за вооружённых солдат. Поэтому вся лёгкая пехота и стрелки окружены тяжёлой пехотой и щитами так, как если бы сражались за крепостными стенами или валами, и в необходимые моменты они совершают прорывы.
Оригинальный текст (венг.)„A gyalogosok... különböző rendekre oszlanak, egyesek könnyűgyalogosok, mások vértesek, akadnak közöttük pajzsosok ... Vannak ezenkívül puskások, akik értenek a puskához, vagy efajta kisebb lőfegyverrel való lövéshez, de azért nem olyan vitézek és hasznosak puskájukkal, mint a többi gyalogos. A csata kezdetén azonban, mielőtt a kézitusára kerülne a sor, a pajzsosok mögé állítva, valamint védelemben igen használhatók. Az a szokás nálunk, hogy a gyalogosokhoz képest egyötödnyi puskást állítunk ... A vérteseket falnak tekintjük, akik a helyüket soha föl nem adják, mégha egy szálig elesnek is azon a helyen, ahol állnak. A könnyűfegyverzetűek az alkalomtól függően kitörnek közülük, s ha elfáradnak vagy súlyosabb veszélyt szimatolnak, a vértesek mögé vonulnak vissza. Tehát az egész könnyűgyalogságot meg a puskásokat vértesek és pajzsosok veszik körül, éppen úgy, mintha amazok szinte bástyafalak vagy sáncok mögött harcolnának, s csak adott alkalmankint törnek ki onnan.”

В письме того же года на имя епископа Эгера Габриэле Рангони король Матьяш писал следующее о действиях пехоте Чёрной армии:

Третьим видом наших солдат являются пехотинцы, которые делятся на разные типы: лёгкая пехота, тяжёлая пехота и щитоносцы [...] Тяжёлые пехотинцы и щитоносцы не могут нести свою броню и щиты без помощи пажей и слуг, а поскольку им необходимо предоставлять пажей, то на каждого пехотинца в броне со щитом требуется один паж, а их жалование вдвое больше. Есть также аркебузиры [...] которые всегда действуют практично: они садятся за щитоносцами в начале битвы, перед моментом столкновения войск и во время обороны. Почти все пехотинцы и аркебузиры защищены тяжёлой пехотой и щитоносцами так, как будто сражаются за бастионом. Крупные щиты выставляются в форме круга, внешне напоминая форт и походя на стену, которая защищает пехоту, и все находящиеся за этой стеной сражаются так, как будто сражаются за крепостными стенами или валами. В самый нужный момент они прорываются наружу.

Одной из излюбленных тактик Корвина стала борьба крестьян и горожан против конницы. Если на открытой местности шансов остановить отряд рыцарей не было, то при строительстве импровизированной стены у пехоты появлялась возможность противостоять конным бойцам. Корвин использовал приём Яна Жижки, который возводил вагенбург — передвижной форт на колёсах, представлявший собой соединённые в кольцо боевые возы, скреплённые цепями. Обращённую к противнику сторону покрывали деревянными щитами, а из-за щитов затем обстреливали противника из луков, арбалетов, а также пушек и первых аркебуз. Когда нападавший на вагенбург противник уставал, возы размыкались, и из-за них выбегали готовые к бою рыцари и пехотинцы, вступавшие с противником в сражение.

### Тяжёлая кавалерия

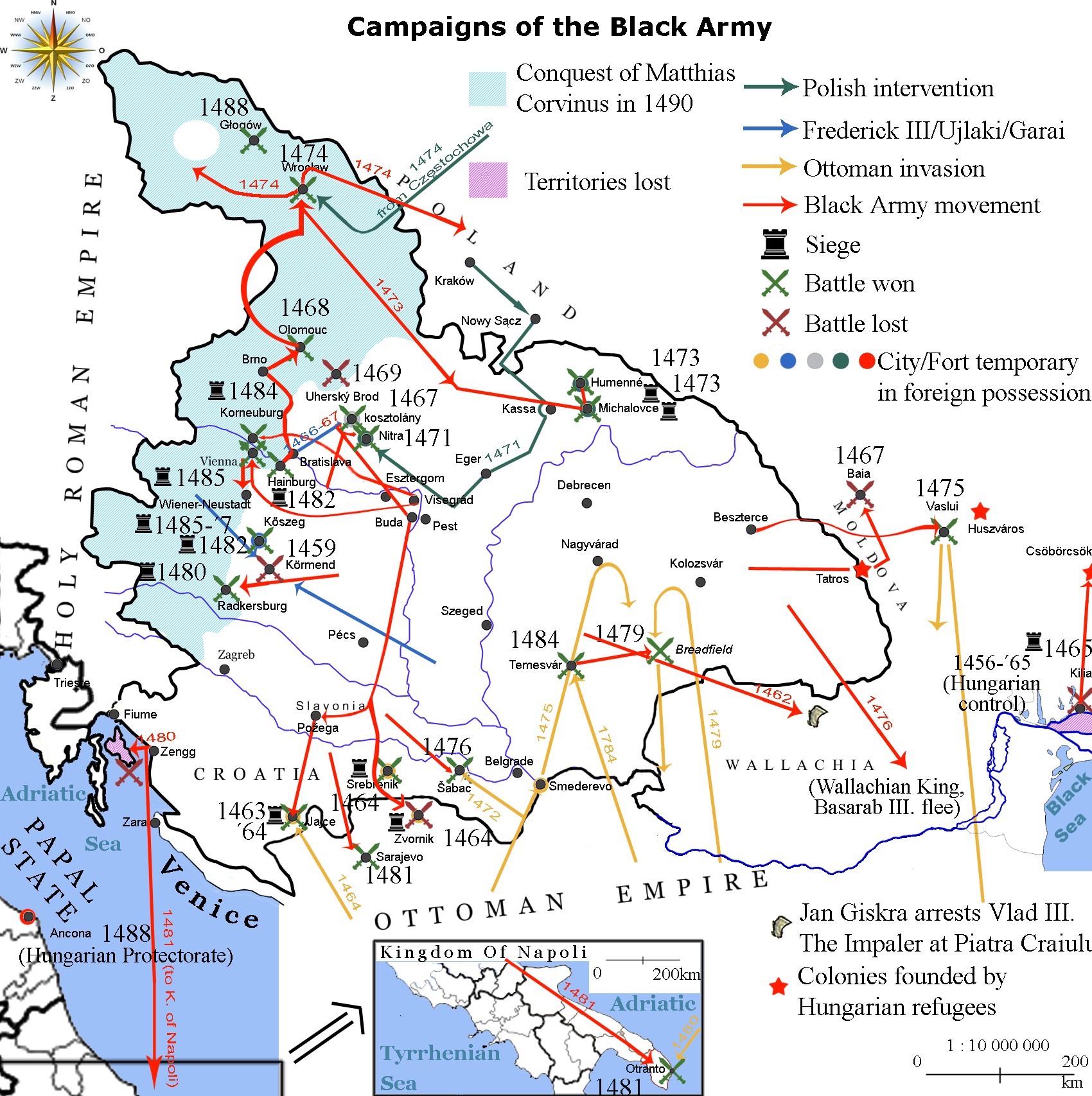
Войны короля Матьяша Корвина. Красными стрелками отмечены походы его Чёрной армии

XV век считался пиком могущества тяжёлой кавалерии, хотя к тому моменту стали появляться признаки заката её влияния. Ударная мощь и возможность переходить в стремительную атаку без подготовки позволяла тяжёлой кавалерии решать исходы многих сражений. Хотя им редко предоставляли возможность действовать по усмотрению, в подобных случаях они строились квадратом (примером является битва на Хлебовом поле 1479 года). Как правило, тяжёлая кавалерия составляла одну шестую от личного состава Чёрной армии, но уже с учётом рыцарей-наёмников становилась большинством. Их вооружение предоставлялось не самим королём, но было одним из лучших в армии, если не считать собственно сражавшихся дворян.

#### Вооружение

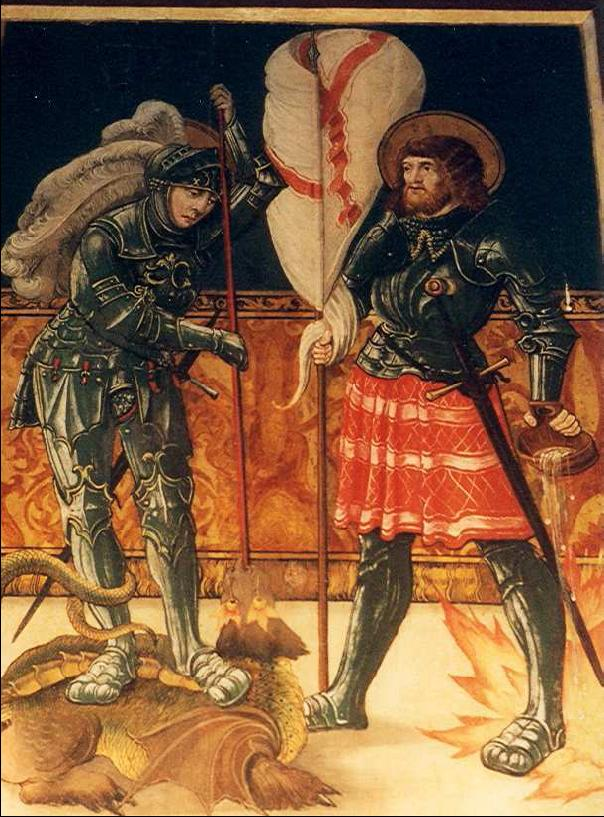
Святой Георгий и святой Флориан в доспехах рыцарей Чёрной армии. Фреска римско-католической церкви местечка Поник (ныне Поники, Словакия), 1478 год, мастер Михай

Пика была основным оружием атакующей тяжёлой кавалерии, длина пики доходила до 4 м: встречались как классические варианты с удлинённым наконечником, украшенные хвостами животных, флагами или иными орнаментами, так и с коротким наконечником конической формы, предназначенные для пробивания тяжёлых доспехов. Защиту руки обеспечивал находившийся на пике круглый щиток (вэмплейт) наподобие баклера, а стабильность копья повышалась с помощью крюка на боку кирасы всадника.
Наиболее распространёнными мечами кавалеристов в эпоху Матьяша Корвина были мечи, выкованные в Южной Европе. Длина их достигала 1 м, и они считались более режущим, чем колющим оружием; их гарда была выполнена в форме буквы S. Как и в других средневековых мячах, тяжёлый тыльник уравновешивал клинок, что позволяло его использовать для нанесения резких ударов в ближнем бою. Во второй половине того же века стал популярен иной вариант меча, который отличался немного искривлённой формой гарды, что позволяло оружию блокировать удары противника или даже переломить клинок. Широко использовались также мечи-бастарды длиной 130—140 см. В качестве дополнительного оружия использовались кинжалы с клинками зубообразной и пламеобразной формы (гарда в виде колец) и мизерикордия.
Среди иных образцов холодного оружия у кавалеристов выделялись готические палицы, булавы (в том числе боевые цепы), топоры, арбалеты (balistrero ad cavallo) и короткие щиты-павезы (petit pavois).

### Лёгкая кавалерия
При короле Матьяше в венгерской армии появились гусары как вид лёгкой кавалерии. Название «гусар» произошло от венгерского слова «húsz» (с венг. — «двадцать»), что восходило к традиционной схеме «один солдат на каждые 20 крестьян», а сама лёгкая кавалерия появилась после созыва Сейма 1397 года. Согласно историку Антонио Бонфини, эти легко вооружённые конники (expeditissimus equitatus) не могли входить в состав основных сил, которые готовились к сражениям, а действовали в составе отдельных групп, занимаясь разрушениями и грабежами деревень и вселяя страх в гражданское население, поскольку шли впереди регулярных войск. Их набирали из ополчения militia portalis, среди которых значительная часть была призывниками (insurrectios) из Молдовы и Трансильвании: первых сопровождали крестьяне с меньшим количеством снаряжения, вторые были известны как превосходные конные лучники. Кавалеристы делились на турмы численностью 25 человек, их командиром был капитан (лат. capitaneus gentium levis armature). В обязанности лёгкой кавалерии входили разведка, обеспечение безопасности, бесшумное проникновение в тыл, перерезание линий снабжения и разрушение строя противника в бою. Также она использовалась на флангах в качестве манёвренной силы для проведения резких атак, что позволяло укрепить центральные позиции тяжёлой кавалерии. Средневековые венгерские летописи при этом отзывались о лёгкой кавалерии и гусарах в частности крайне пренебрежительно, восхваляя именно рыцарей.

#### Вооружение

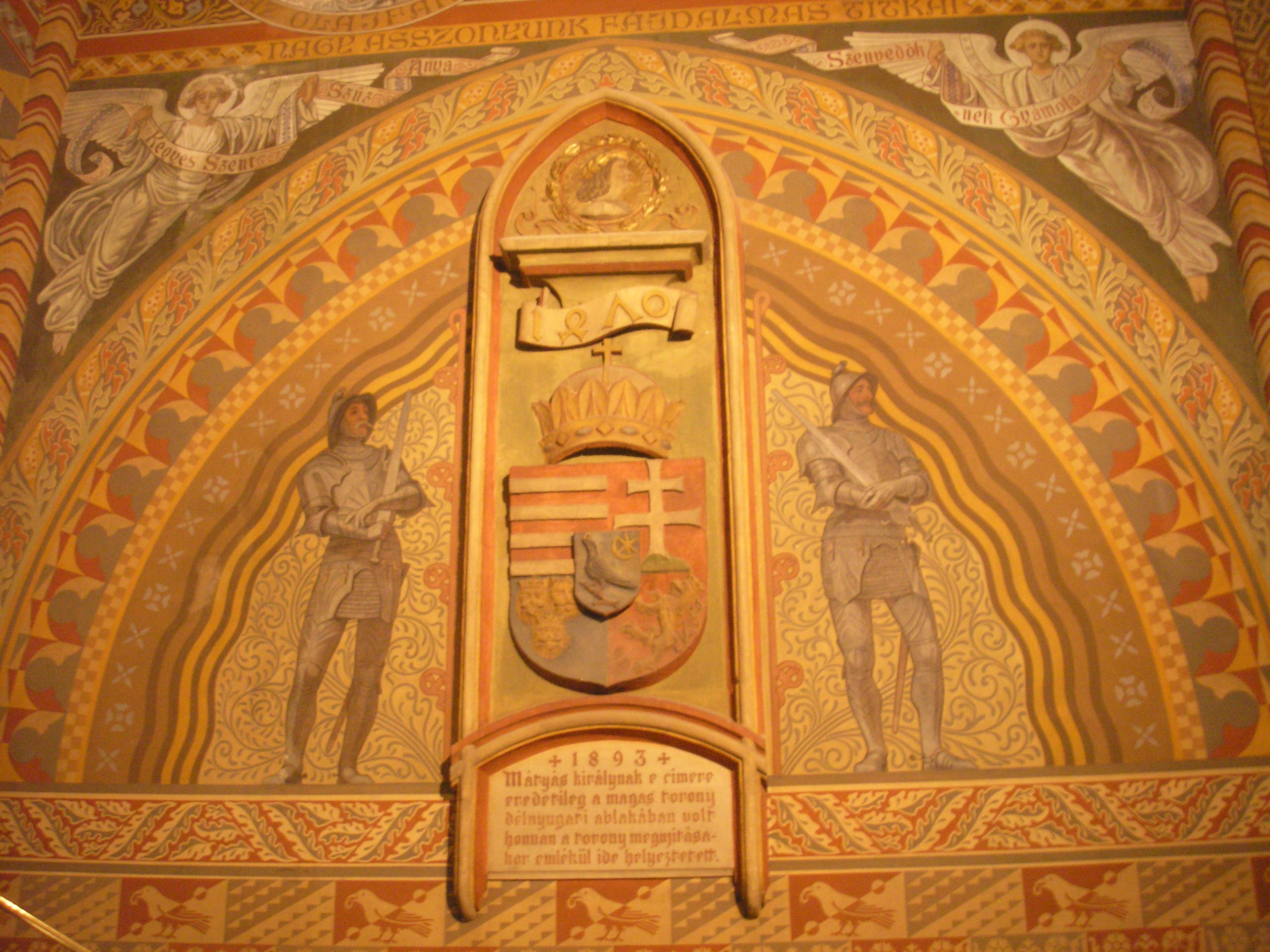
Средневековый герб Матьяша Корвина и два тяжёлых пехотинца Чёрной армии. Церковь Матфея, Будапешт

В снаряжение лёгкого кавалериста входили шлем, кольчуга, сабля, щит-тарч, копьё, а в некоторых случаях — топор (в том числе метательный). Лёгкие кавалеристы были вооружены двумя типами сабель: одни были близки по оформлению к южноевропейским длинным мечами с S-образной гардой, хотя в дальнейшем стали походить больше на восточные турецкие сабли с искривлённым клинком, а другие представляли собой гусарские сабли (венг. huszarszablya) с шириной клинка 40 мм. Традиционно у венгерской конницы также были составные луки, использование которых было навеяно восточным влиянием (в том числе эхом монголо-татарского нашествия и войнами против турок).
Определённую роль у лёгкой кавалерии при атаке играли и метательные топоры с небольшой рукоятью, выполненные из цельного куска металла. Если форма лезвия топора была прямой или имела небольшое дугообразное искривление, то этот топор назывался венгерским. Предпочтение отдавалось также чеканам или топорам с лезвием, напоминавшим птичий клюв, поскольку это давало большую пробивную силу.

### Пехота

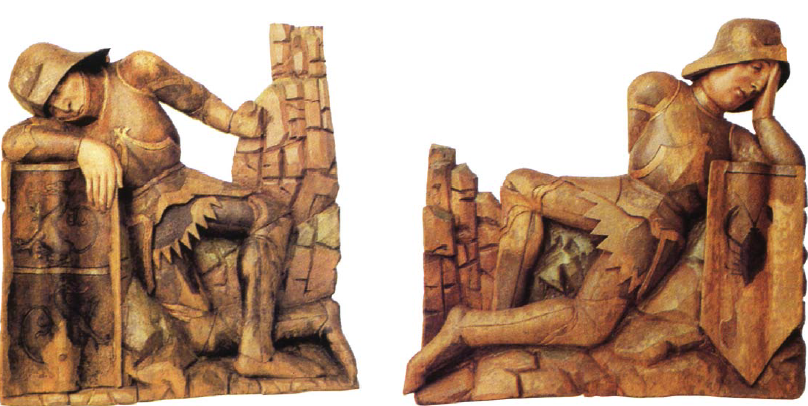
Римские пехотинцы. Церковь Хронски-Бенядик (1470-е годы), ранее известная как Гарамсентбенедек (Garamszentbenedek

Будучи менее важной по сравнению с иными частями Чёрной армии, пехота формировала ядро армии и обеспечивала её целостность. В пехотных частях служили представители разных народов Европы, а сама пехота состояла из тяжёлых пехотинцев, солдатов-щитоносцев, лёгкой пехоты и аркебузиров. Для обеспечения защиты они использовали кольчужные доспехи, рыцарские латы и деревянные щиты-павезы, которые часто украшались орнаментами и обтягивались кожей и тканью. Щит мог использоваться для защиты от вражеских атак, для прикрытия стрелковых частей во время ведения огня (лучников, стрелявших постоянно, и аркебузиров, завязывавших бой), а также для создания вагенбургов или гуляй-городов из повозок, соединённых цепями (количество таких повозок ограничивалось).
Среди наёмников в войске также выделялись швейцарские отряды пикинёров, пользовавшиеся большим уважением со стороны короля. Костяк тяжёлой пехоты составляли пикинёры, алебардщики и мечники.

#### Вооружение

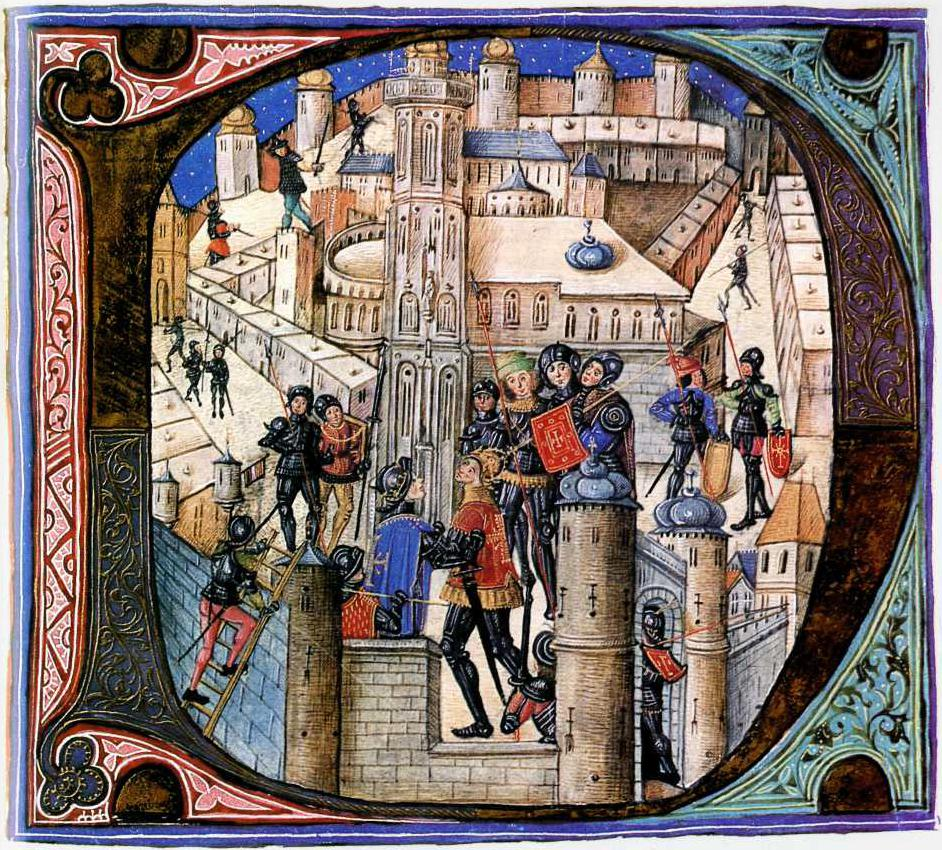
Воины «Чёрной армии» в замке, 1480-е годы

К оружию для дистанционного боя относились луки, арбалеты и образцы огнестрельного оружия (аркебузы). В ближнем бою использовалось разнообразное древковое оружие (в том числе алебарды, пики и альшписы), крестьянские и гуситские пращи и цепы, различные образцы ударно-дробящего оружия типа боевых молотов и палиц «моргенштерн» и разные образцы клинкового оружия — мечи и сабли.
В зависимости от сословия и национальности наёмников к их нуждам адаптировались корсеки, глефы, протазаны, фриульские копья и алебарды. Алебарда XV века представляла собой смесь альшписа с тесаком, на наконечнике которой иногда находился крюк-клюв, позволявший вытаскивать из седла вражеского рыцаря, а также усиливавший пробивную мощь алебарды при ударе. Во избежание разрубания алебарды пополам её укрепляли металлическими пластинками.
Наиболее ценными стрелками считались арбалетчики: в 1470-е годы их численность в армии Матьяша достигала 4 тысяч человек. Для ближнего боя они применяли сабли, что для пехоты по тем временам было необычно. Арбалет позволял им пробивать тяжёлую броню противника, однако поскольку арбалетчики двигались крайне медленно, им требовалась постоянная защита.
Аркебузиры Чёрной армии вступали в бой на ранних стадиях сражения. Их способность вести прицельный огонь, стоимость огнестрельного оружия и опасность его применения (имели место случаи взрыва) не позволяли быть им высокоэффективными в бою, особенно в стычках против небольших отрядов или в рукопашном бою. Особенность венгерских аркебузиров заключалась в том, что им не требовалось устанавливать их оружие на какой-либо специальный упор или сошку: им достаточно было поставить оружие либо на павезу, либо даже на парапет. В бою Чёрной армией использовались одновременно два типа аркебуз: первый тип schioppi в начале боя, второй arquebus à croc в конце боя. Всего выделялись три класса огнестрельного оружия: небольшие «бородатые» ружья, ружья с упором и первые примитивные мушкеты (представляли собой железную трубу-ствол, соединённую с деревянным прикладом и прикладываемую к плечу). Калибр ручного огнестрельного оружия варьировался от 16 до 24 мм.

Арсенал
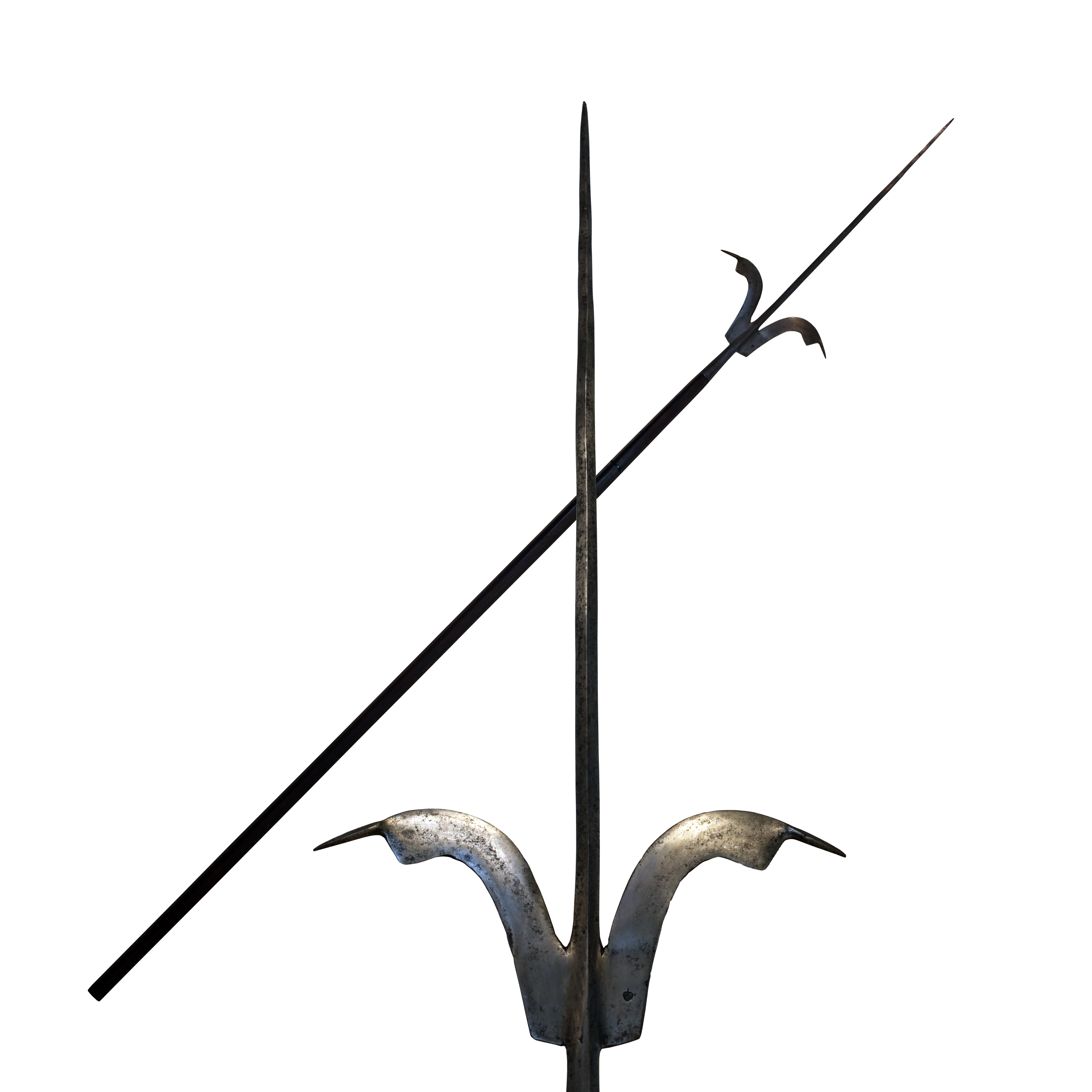
Корсека[англ.]
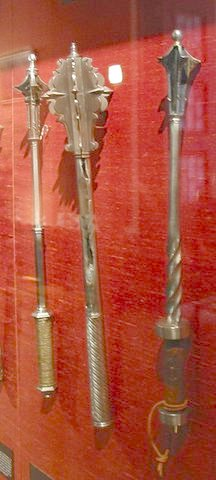
Булавы
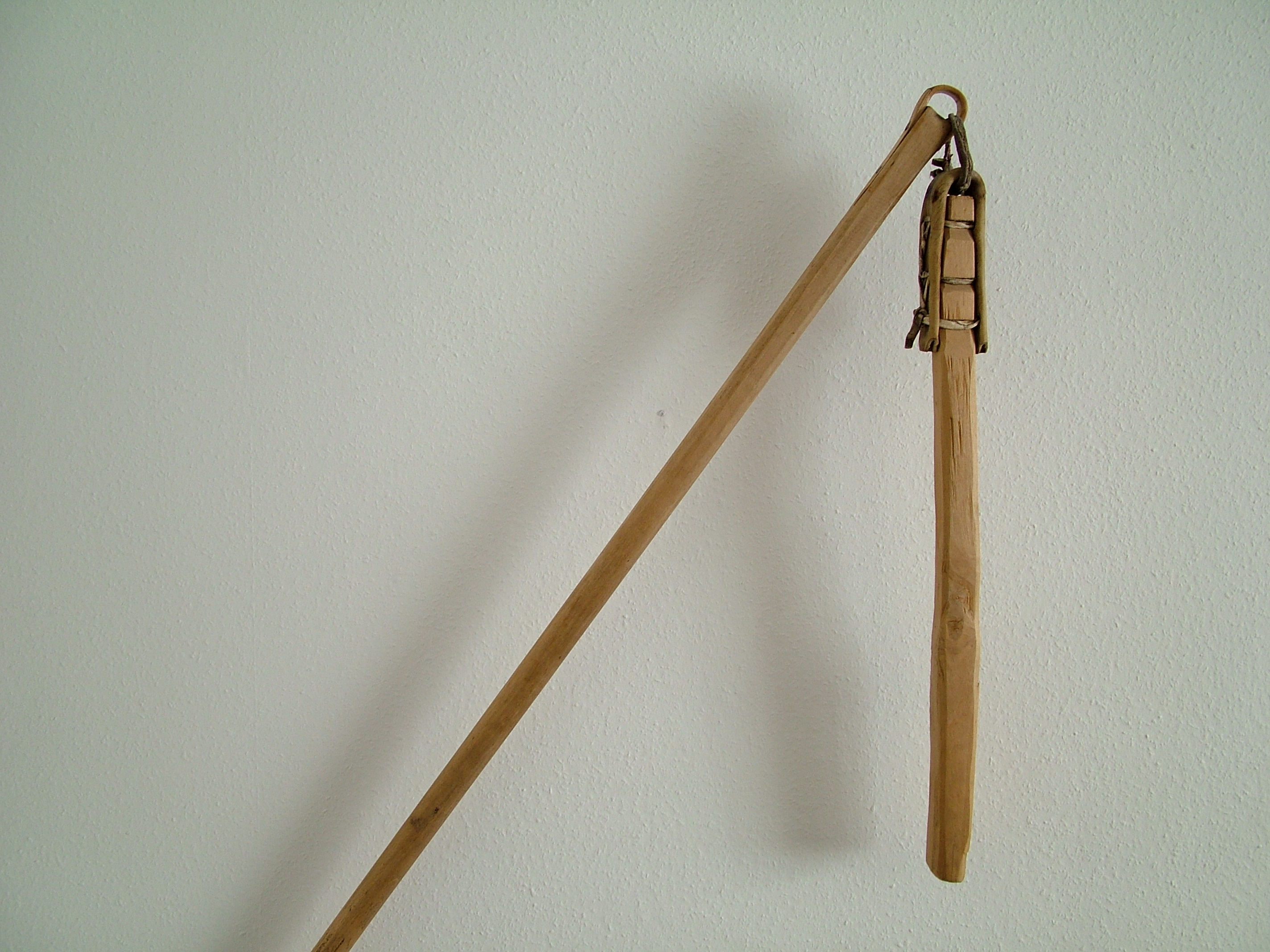
Крестьянский цеп
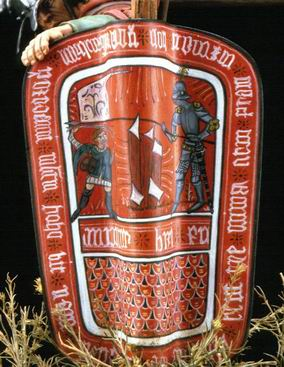
Павеза
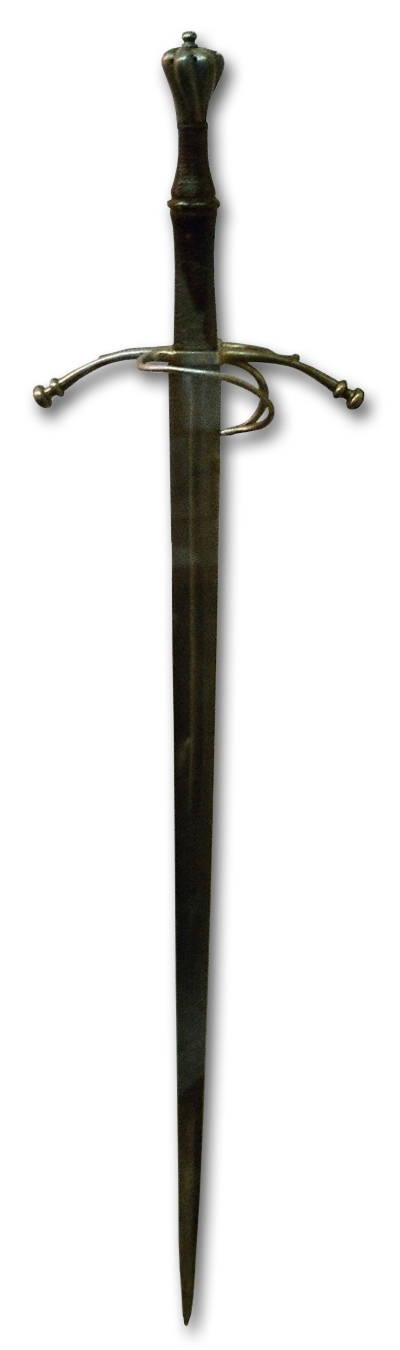
Меч-бастард
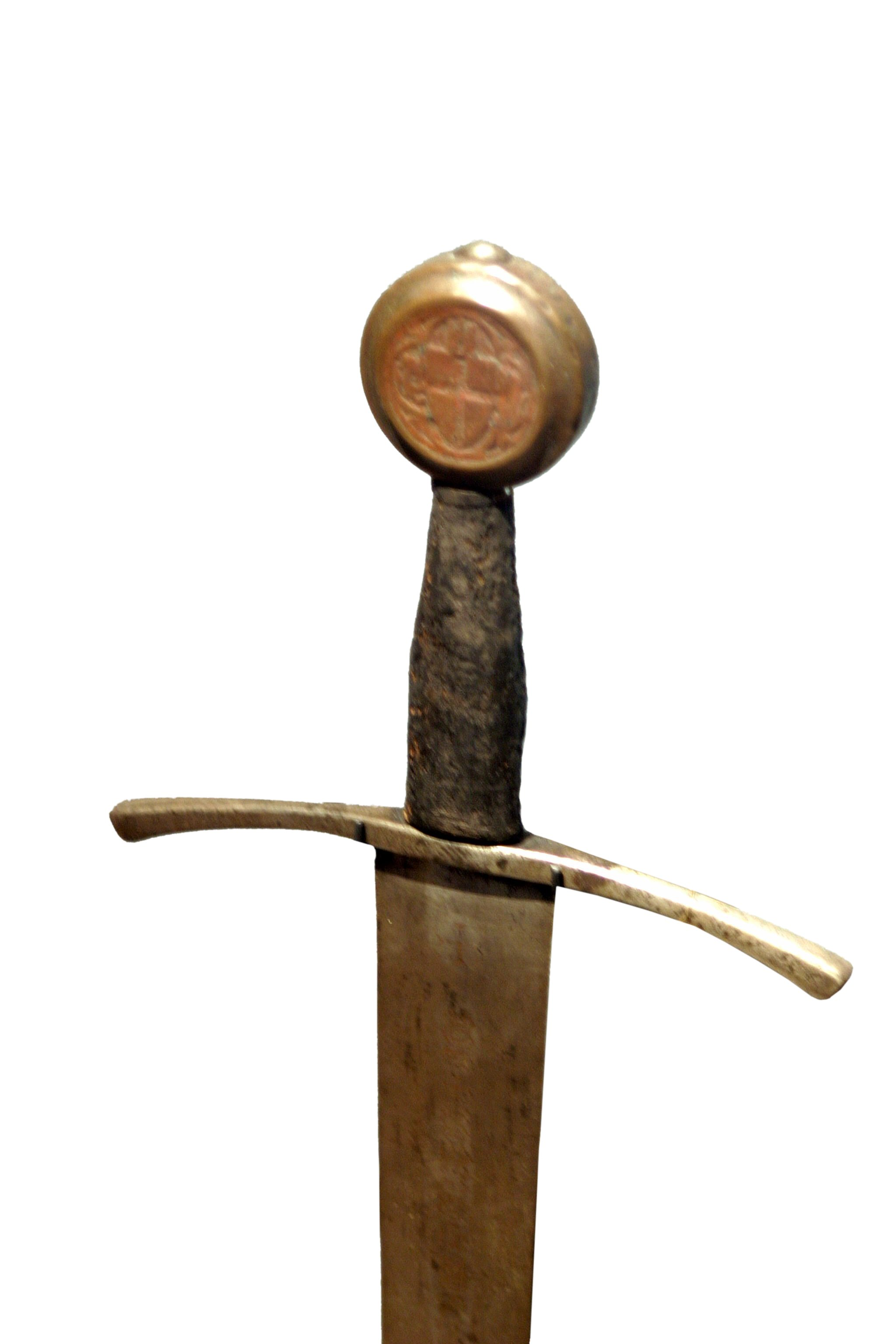
Рукоять меча
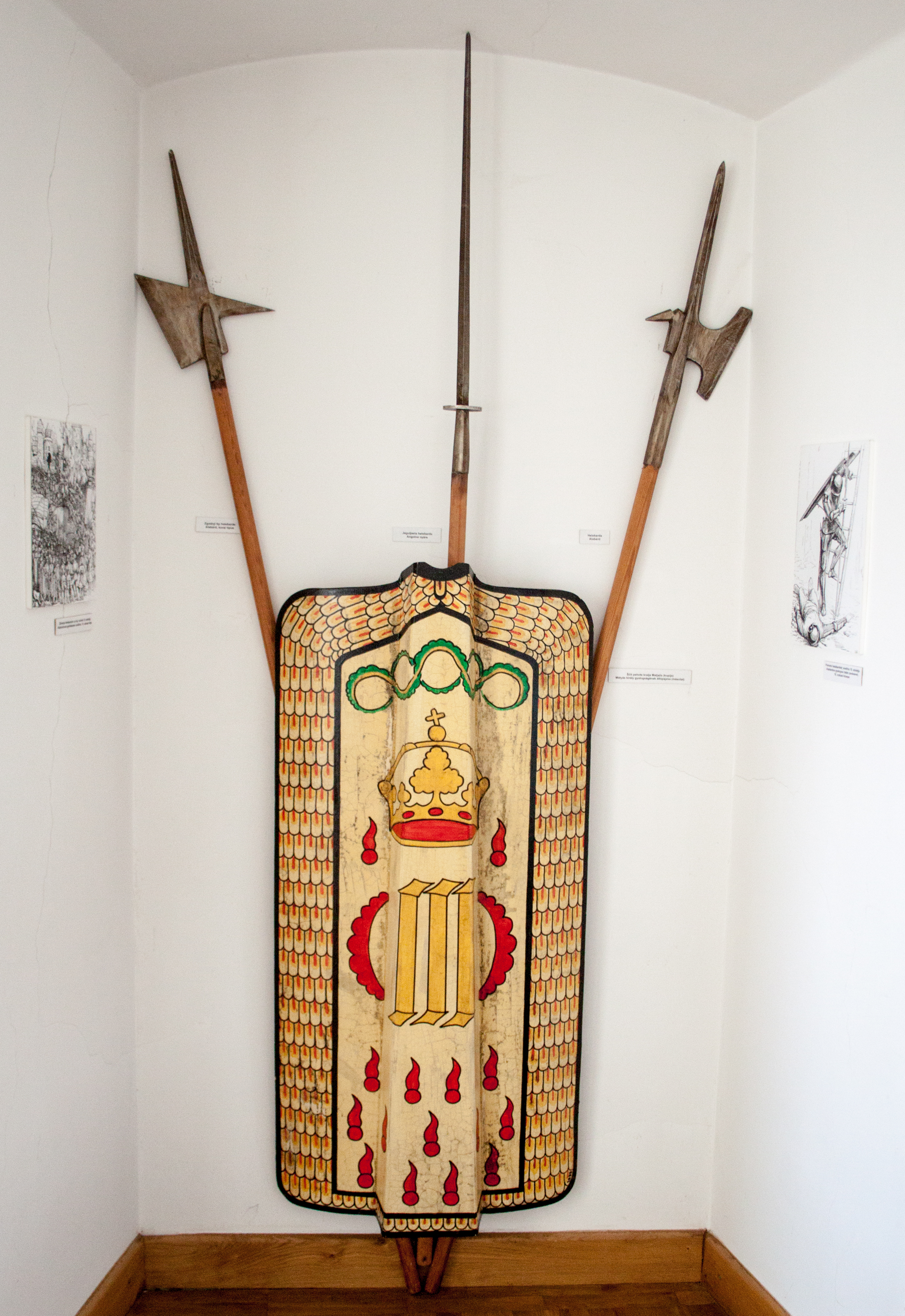
Павеза и алебарды
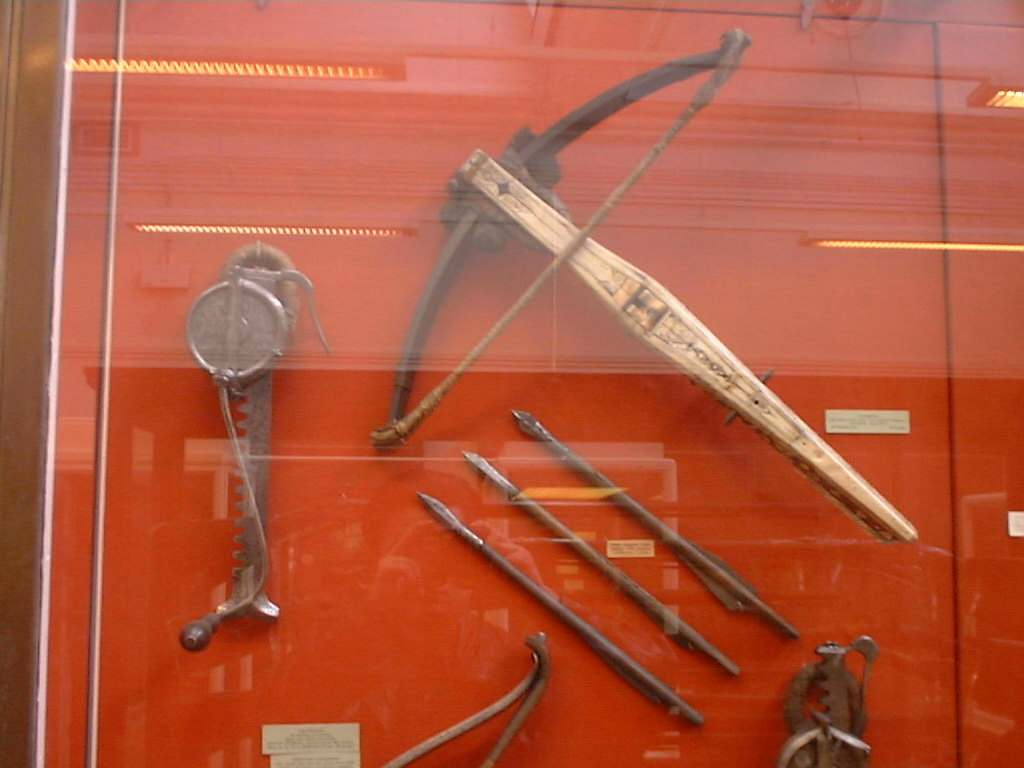
Арбалет и аксессуары

## Мятежи
Опасность использования наёмников или оплачиваемых рекрутов заключалась в том, что если они не получали своевременное жалование, то в лучшем случае могли сбежать с поля боя, а в худшем повернуть своё оружие против нанимателя. Справиться со взбунтовавшимися наёмниками было крайне сложно, поскольку они прекрасно знали своего бывшего хозяина, против которого и выступали. Подавить их можно было только численным преимуществом, однако имели место случаи, когда капитанам наёмников предлагались земельные участки или поместья в качестве вознаграждения за службу: так, форты Ричо (венг. Ricsó) и Надьбицче (венг. Nagybiccse) были переданы Франтишеку Хагу. Одним из примеров массового дезертирства считается случай в 1481 году, когда 300 конников перешли на сторону войск Священной Римской империи.
В 1465 году из армии Матьяша Корвина дезертировала группа наёмников во главе с Яном Швеглой, который требовал от Матьяша жалования в обмен на участие в походе в Славонию против турок. Получив отказ, недалеко от Загреба Швегла и двое его вице-капитанов дезертировали вместе со своими подчинёнными. Вскоре с одобрения Иржи из Подебрад эти войска вторглись в комитат Нитра и захватили замок Костолань: их костяк составляли богемцы и моравцы, служившие под командованием Иржи и ранее воевавшие за Фридриха III. Помимо ополчения, в стране также скрывались представители различных религиозных течений (ересей, по мнению римско-католической церкви) — это были преимущественно гуситские «братрики» (движение гуситов в Словакии и Верхней Венгрии) и бродяги-«жебраки», занимавшиеся преимущественно грабежом и мародёрством. Швегла воздвиг временный форт, а управляющими комитата назначил Йорига Лихтенбургера (нем. Jorig Lichtenburger) и некоего Фёттау (нем. Vöttau). Из форта восставшие фактически могли беспрепятственно выходить на территорию от долин рек Ваг и Нитра до восточных провинций Австрии.
Осознавая всю степень угрозы, король Матьяш приказал своим двум капитанам — Стефану Запоя (венг. Stephen Zápolya) и Владиславу Подманички (венг. Ladislaus Podmaniczky) взять в осаду Костолань. Завершив поход в Славонию, король направился к осаждённому форту, параллельно ведя переговоры с императором Фридрихом III. Он отправил бронированную конницу Ульриха фон Графенека (нем. Ulrich von Grafeneck) вперёд; достигнув Пожони, он соединился с силами рыцаря Георга Поттендорфера (нем. Georg Pottendorfer) численностью 600 крестоносцев-кавалеристов. Всего его армия насчитывала от 8 до 10 тысяч человек. 1 января 1467 года они, взяв небольшие укрепления, приступили к осаде замка, где укрылись мятежники. Против Швеглы выступили многие известные командиры Чёрной армии, среди которых были венгерский Палатин Михаил Орсаг, Ян Искра, Йоханн Хаугвиц, Блаж Мадьяр, Павел Кинижи, Николай Уйлаки (бан Мачвы) и Пётр Соби (бан Хорватии, Боснии и Далмации): многие из них погибли во время штурма.
Перед началом сражения за форт король Матьяш предложил Швегле и его войскам сложить оружие и сдаться в обмен на помилование и возвращение на службу. Получив отказ, он пошёл в бой: несмотря на суровую зиму, артиллерия обстреливала нещадно замок. Гарнизон численностью 2500 человек и примкнувшие к нему мирные жители отчаянно защищались, однако запасы продовольствия стремительно заканчивались, а прорвать осаду Швегла и его войска не смогли. Он дважды просил Матьяша остановить обстрел и выражал готовность сдаться, но уже в этот раз король не принял его просьбы о пощаде. Спустя три недели Швегла решил попробовать выбраться из крепости: отвлекая у передних ворот войска Матьяша, он пытался сплавиться по речке и скрыться от короля. Его пехота численностью 2 тысячи человек безуспешно пыталась отвлечь нападающих, а значительная часть гарнизона была перебита недалеко у Чахтице. В плен попало только 250 человек: уставшего Швеглу всё-таки выследили и поймали крестьяне.
Матьяш повесил Швеглу и пригрозил, что повесит всех остальных пленников за измену, однако 31 января 1467 года сдавшийся гарнизон добился помилования от короля. После падения крепости Костолань сдавшийся Франтишек Хаг принял предложение от короля продолжить службу в Чёрной армии: в 1474 году он снова взбунтовался из-за того, что ему не платили жалование, но тогда конфликт с Матьяшем был разрешён мирно, и Хаг продолжил службу у короля вплоть до смерти последнего.

## Конец Чёрной армии

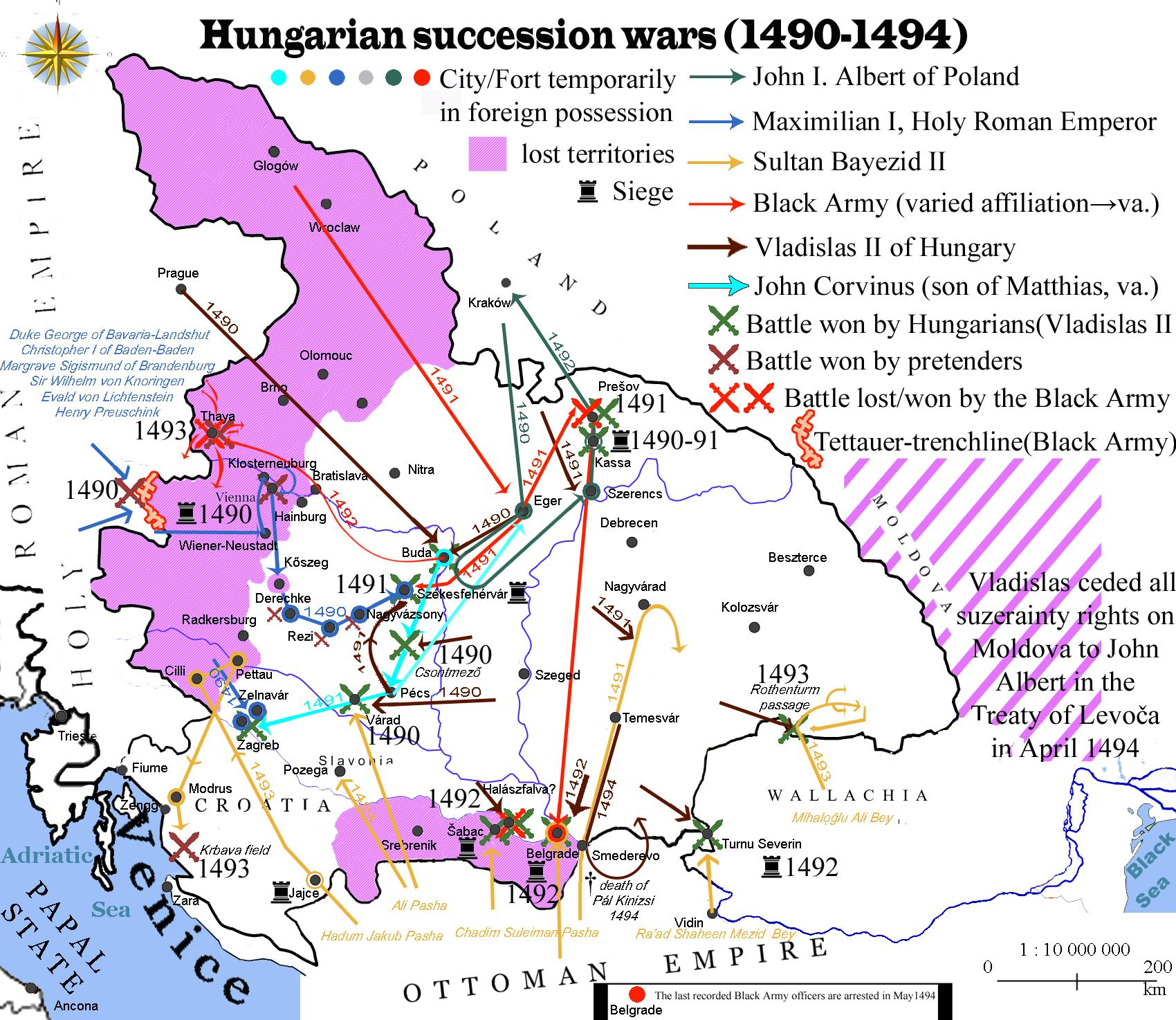
Войны за венгерское наследство 1490—1494 годов. Красными стрелками отмечены походы Чёрной армии

Король Матьяш скончался 6 апреля 1490 года: перед смертью он потребовал от капитанов и баронов принести клятву своему сыну Яношу и обеспечить его восхождение на трон. Хотя Янош был самым крупным землевладельцем в Венгрии и фактически командовал Чёрной армией, его мачеха Беатриса Арагонская пригласила в Буду двух наследников — короля Германии Максимилиана и будущего короля Польши Яна I Ольбрахта. Первый настаивал на том, что имеет право на наследование трона на основании Винер-Нойштадтского мирного договора, второй же настаивал на своём праве, исходя из кровнородственных связей. Тем не менее, венгерская знать ввела в игру третьего претендента — короля Богемии Владислава, брата Яна Ольбрехта. Оставшись без шанса занять трон, Янош сбежал из Буды и отправился в Печ: по пути его атаковали у деревни Сабатон, и он после поражения вынужден был отступить. При этом в бою не участвовала Чёрная армия, ядро которой несло службу в Силезии и Штирии. Её капитаны Блаж Мадьяр и Павел Кинижи выступили на стороне Яна и Владислава, а последний был вскоре коронован как Владислав II Ягеллон, король Венгрии.
В 1490 году Максимилиан со своим войском численностью около 20 тысяч человек вторгся на те земли Австрии, которые были под контролем Венгрии. Чёрная армия укрепилась в фортах на западной границе Венгрии, однако большая их часть пала в течение недель без крупных сражений: в большинстве случаев их захватили либо обманом, либо путём подкупа гарнизона, либо в ходе восстания горожан. Линия обороны, выстроенная вдоль реки Энс капитаном Вильгельмом Теттауэром, держалась в течение месяца. Однако некоторые из наёмников Чёрной армии (преимущественно чехи) из-за того, что им не платили жалование, перебежали на сторону армии Священной Римской империи. В ходе своего продвижения эта армия захватила и разграбила Секешфехервар, где был захоронен Матьяш Корвин. Однако ландскнехты Максимилиана отказались идти на Буду, и в конце декабря король Максимилиан вернулся в свою империю, оставив в покорённых венгерских городах и замках гарнизоны по несколько сотен человек каждый.
Венгерские бароны приняли решение пойти на занятые империей города (в том числе Секешфехервар) и отбить их: в Эгере были собраны резервы Чёрной армии, однако ей снова задержали жалование в 46 тысяч форинтов, из-за чего наёмники занялись массовыми грабежами, разоряя монастыри, храмы, деревни и поместья. Получив обещанное жалование, капитан Степан Баторий собрал армию численность 40 тысяч человек и в июне 1491 года начал осаду Секешфехервара, которая продлилась месяц. Вскоре многие города перешли снова под контроль венгров, а не получивший обещанной поддержки от германской знати Максимилиан заключил Прессбургский мир, согласно которому ему уступали Силезию. Хаугвиц не признал этот мирный договор и отказался уступать земли в Силезии императору.
Параллельно в 1490 году Ян Ольбрахт собрал на восточной границе Венгрии войско и атаковал Кашшу и Токай, рассчитывая вернуть себе трон. Януш Корвин признал Владислава II законным правителем и своим сюзереном: он присутствовал на его коронации и лично передал ему корону. Владислав же венчался с Беатрисой, рассчитывая получить её приданое в размере 500 тысяч форинтов, чтобы оплатить расходы на «Чёрную армию», части которой оставались в Моравии и Верхней Силезии. Ян Филипец, один из приближённых нового короля, за 100 тысяч форинтов убедил Хаугвица вернуться на службу: в итоге 18 тысяч венгерских и чешских наёмников в декабре 1491 года в битве при Прешове разгромили армию Яна Ольбрахта, заставив его отказаться от претензий на трон.
На юге Чёрная армия должна была сдерживать натиск турецкой армии, однако её солдатам снова задерживали жалование, и они снова занялись грабежом и мародёрством. Венгерские бароны потребовали от Павла Кинижи покончить с мародёрством любой ценой: в конце августа 1492 года он прибыл в местечко Сегедниц-Халасфалу и разгромил «Чёрную армию», ведомую Хаугвцем. Из 8 тысяч человек 2 тысячи сбежали в Западную Штирию, где снова занялись мародёрством. Пленных отправили в Буду, где их оповестили о роспуске «Чёрной армии» и затем позволили покинуть страну с условиями — не возвращаться и больше не требовать жалования. Многие наёмники ушли в Австрию. Считается, что расформированию армии способствовала венгерская знать, сыгравшая на слабоволии Владислава II и убедившая его в том, что такое большое войско Венгрии не нужно (к тому же бароны чувствовали себя чужими в армии наёмников). 7 мая 1493 года ушедшие наёмники подняли бунт против графа Георга Айнцингера в Тайе, однако их всех перебили или запытали до смерти. Оставшиеся наёмники продолжили службу в местных гарнизонах, в том числе в Белграде под руководством Бальтазара Теттауэра (брата Вильгельма Теттауэра), однако им и там не платили, вследствие чего наёмники договорились с Али-беем Михалоглу, чтобы тайно сдать Белград турецкому султану Баязиду II. План был раскрыт, и в марте 1494 года Павел Кинижи вторгся в Белград, арестовав лидеров последних наёмников «Чёрной армии» и заморив их всех голодом.

## Список войн и сражений
Среди войн и сражений, в которых отличились бойцы «Чёрной армии», выделяются следующие:
- Богемская война 1466—1478 годов, позволившая Матьяшу Корвину завоевать половину Чехии;
- Турецко-венецианская война, в которой наёмники воевали против Турции. По итогам боёв 1463—1464 годов был подписан мирный договор 1465 года, закрепивший раздел земель между Венгрией и Османской империей (Мехмед II уступил Венгрии город Яйце с прилегающими областями);
- Битва на Хлебовом поле 1479 года, в которой Павел Кинижи разбил превосходящие в два раза силы османов и остановил их нашествие на Венгрию;
- Австро-венгерская война[англ.], ознаменованная наступлением в 1482 году Матьяша на владения Габсбургов при отсутствии сопротивления Фридриха III. К 1485 году земли Штирии, Каринтии, Славонии, Нижней и Верхней Австрии признали Матьяша своим королём.

Полный список сражений приведён ниже.

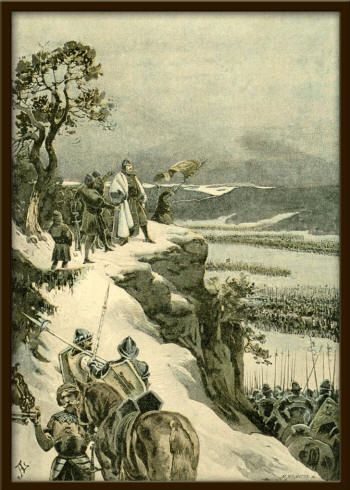
Адольф Либшер. Иржи из Подебрад, обозревающий своё войско
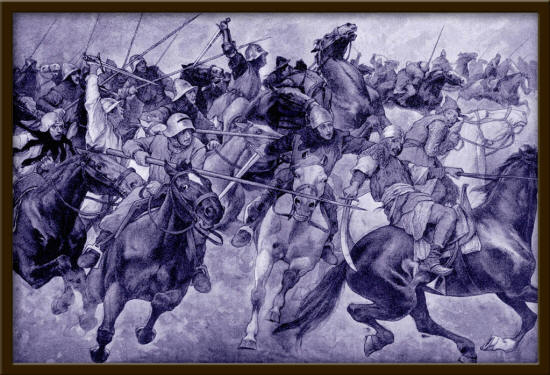
Венцеслав Черны. Победа войска Иржи из Подебрад над венграми при Угерски-Броде в 1469 году
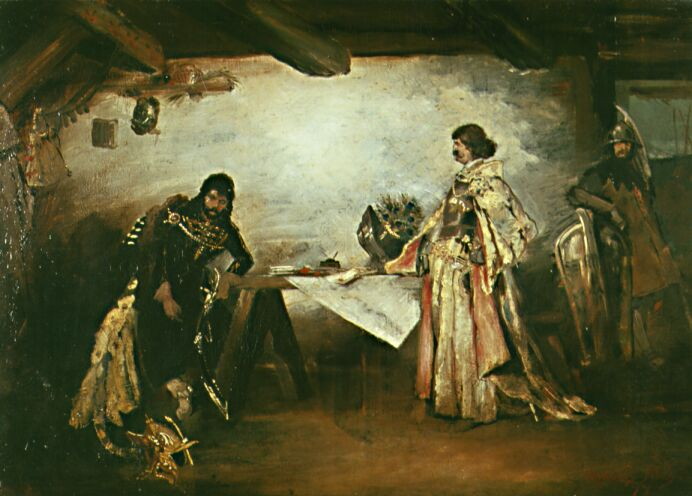
Миколаш Алеш. Встреча Иржи из Подебрад с Матьяшом Корвином
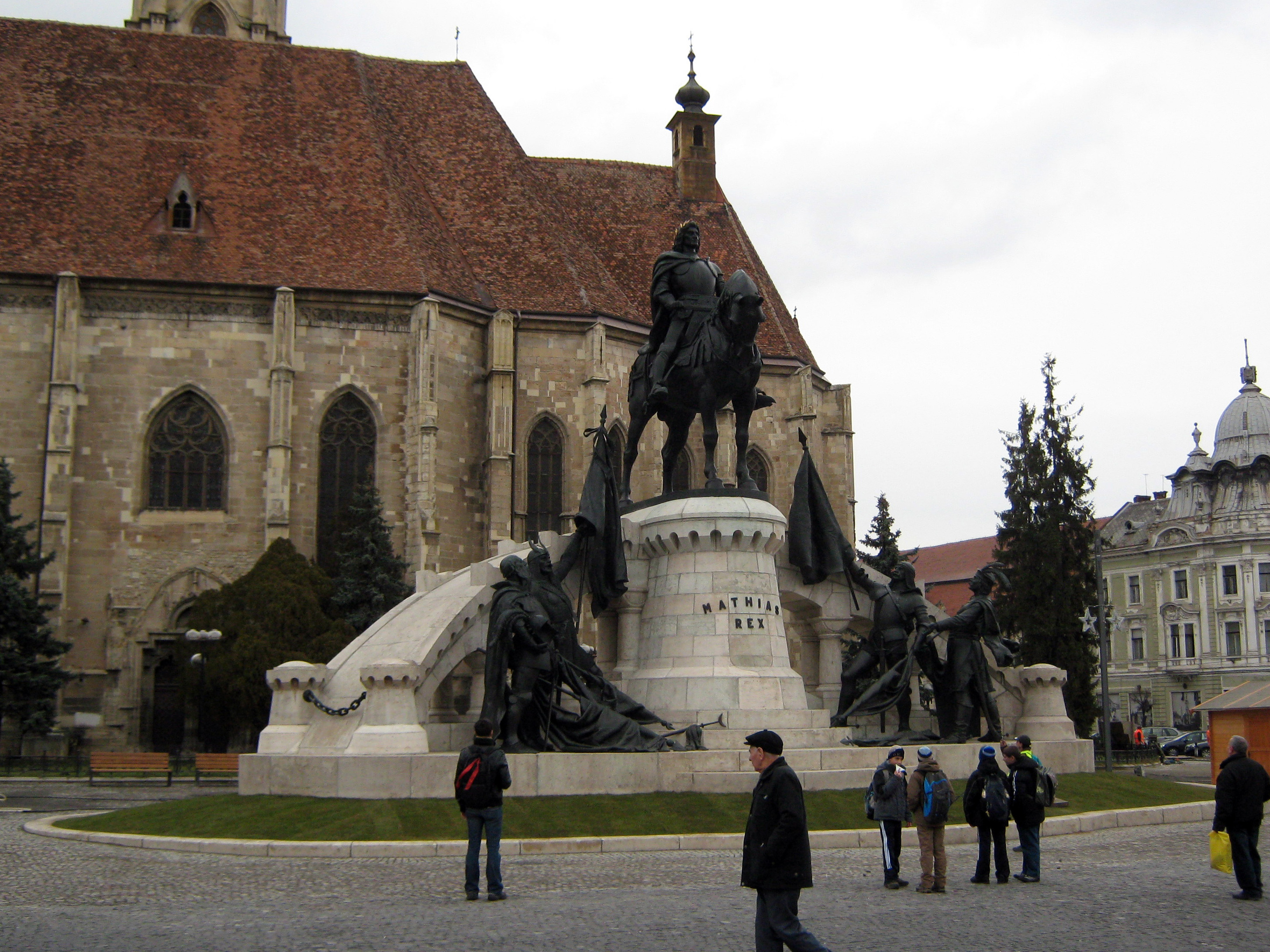
Памятник королю Матьяшу и его генералам в городе Клуж-Напока. Слева направо: Павел Кинижи, Блаж Мадьяр, король Матьяш, Стефан Саполяй и Стефан Баторий
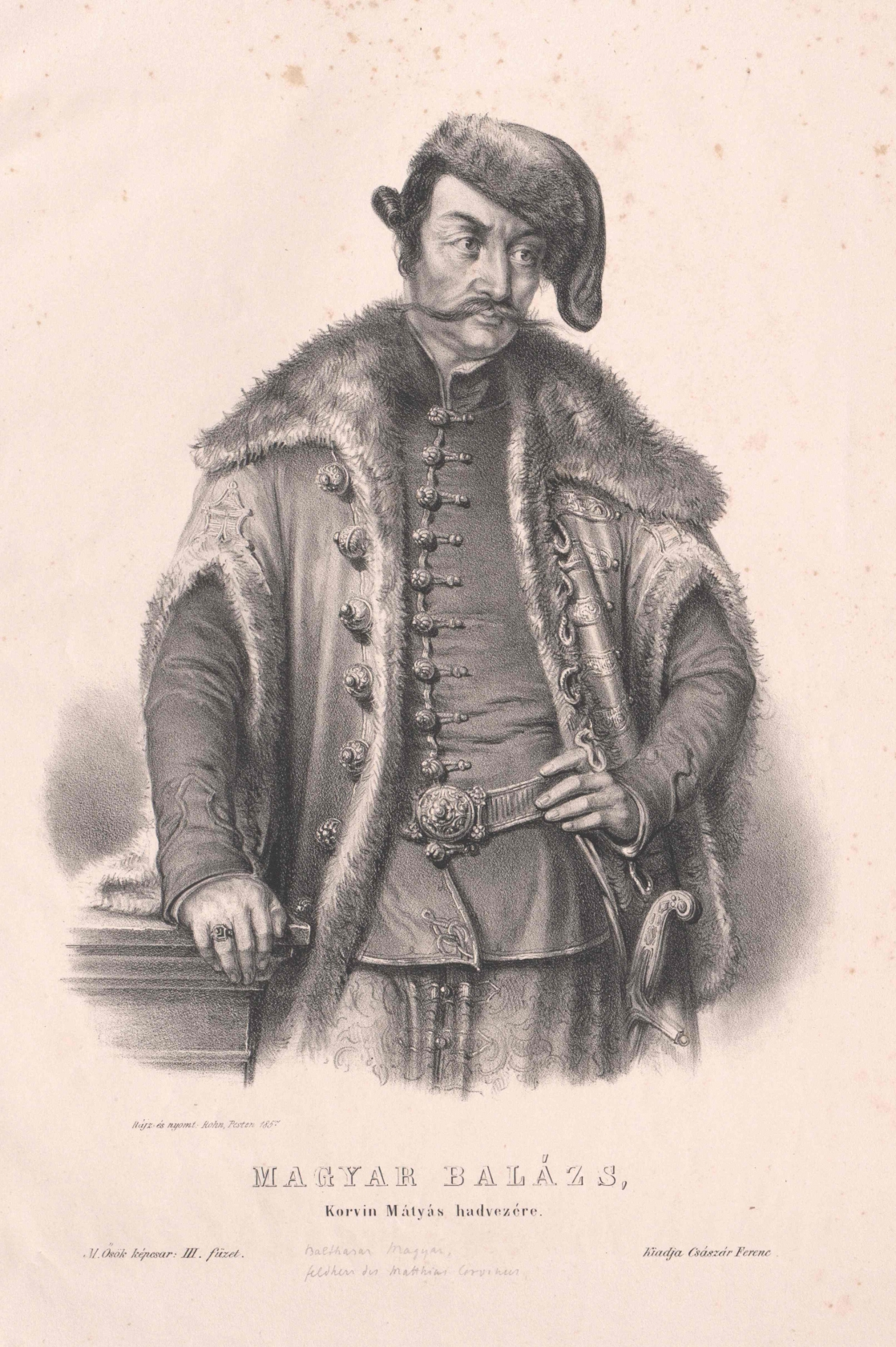
Портрет Блажа Мадьяра
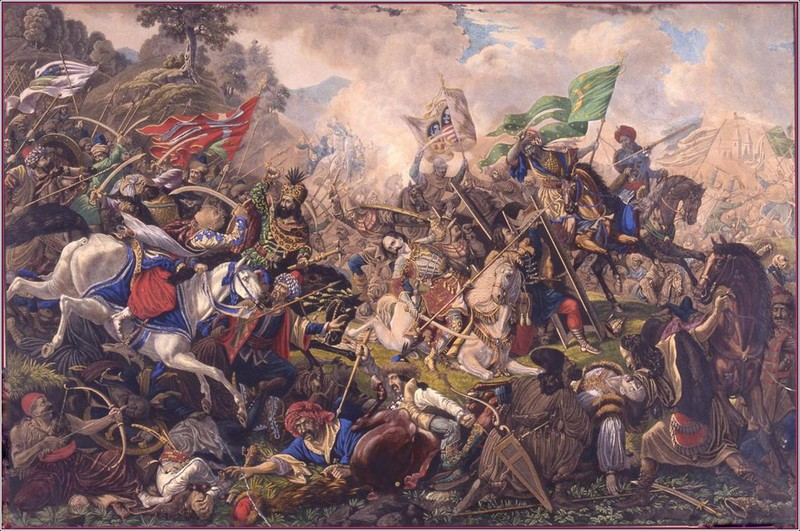
Битва на Хлебном поле
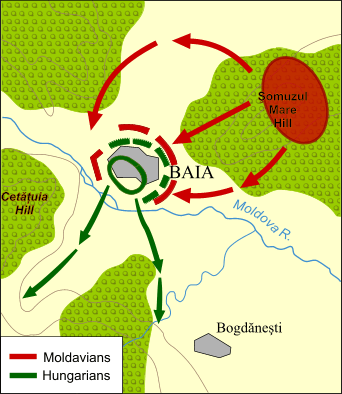
План сражения при Байе
План сражения при Васлуе
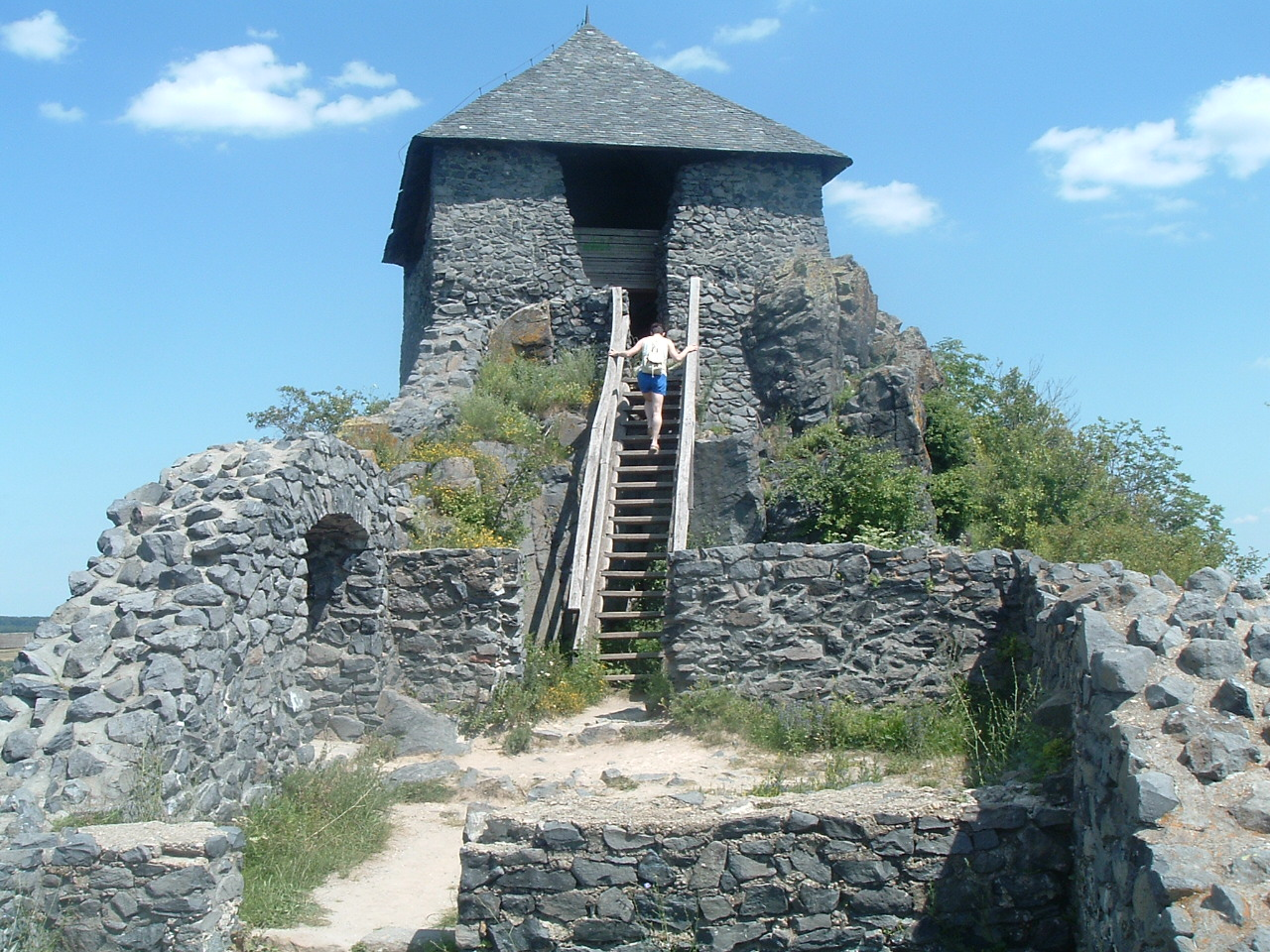
Замок Шальго, взятый в 1450 году Яном Искрой и отбитый Матьяшем в 1460 году. Считается, что в том бою Матьяш был ранен в лицо и был так разгневан случившимся, что приказал сжечь соседний замок Задьвафё (венг. Zagyvafő)
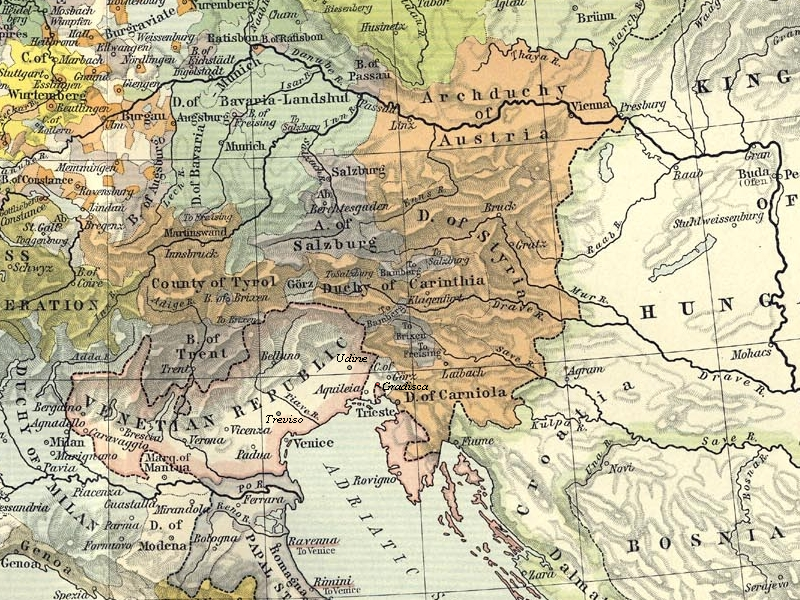
Австрийские владения в 1477 году

## Комментарии
1. ↑  Данная иллюстрация является реконструкцией, выполненной по миниатюре Philostratus Chronicle из Библиотеки Корвина: это знамя было в 1485 году у армии Яноша Корвина, вступавшей в Вену. Изначально на флаге были белые цвета, однако из-за окисления серебряной краски они стали чёрными.
2. ↑  По условиям Винер-Нойштадтского мирного договора[англ.] от 1463 года
3. ↑  Ныне Хричовски Храд (словац. Hričovský hrad)
4. ↑  Ныне Бытча (словац. Bytča)
5. ↑  Жебрак (венг. Zsebrák, чеш. Žebrák — попрошайка, нищий) — название наёмников XV века, действовавших на севере Венгрии и занимавшихся не только службой за вознаграждение, но и обычным мародёрством[41]
6. ↑  Оказывали небольшую поддержку молдавским войскам
7. 1 2  Хотя Матьяш был провозглашён королём Венгрии, ему пришлось ввязаться в войну против императора Фридриха III, также претендовавшего на трон[68]. На стороне императора выступили семьи Уйлаки (венг. Újlaki), Гараи (венг. Garai) и Сентдьёрдь (венг. Szentgyörgy), признавшие его королём Венгрии: братьям Сигизмунду, Иоанну и Базину Сентдьёрдю император пожаловал дворянские титулы графов и право использовать красную печать[68][69]. При этом по закону никаких преимуществ графы Сентдьёрдь не получили, а позже они перешли на сторону Матьяша. Если в битве при Кёрменде Матьяш потерпел неудачу, то в последующем сражении в Верхней Паннонии (точное место не установлено даже историками) ему уже сопутствовал успех, и он отстоял престол.
8. ↑  Выступление Матьяша состоялось после папского призыва к крестовому походу против объявленного еретиком короля Богемии. Обещанная Матьяшу поддержка со стороны Фридриха III не зашла дальше обещаний. Под Вилемовом Матьяш неудачно выбрал место для боя: его войска оказались в окружении сил Иржи из Подебрад, в связи с чем Матьяш вынужден был сдаться. В Оухрове было подписано соглашение, по которому Матьяш должен был убедить папу римского Павла II признать Иржи законным королём, а сам он становился бы наследником трона в случае смерти Иржи. Позже Матьяш нарушил условия сделки и сам короновался как король Богемии[74][75].
9. ↑  Группа венгерских дворян и религиозных деятелей во главе с Яном Паннонием, Яношем Витезем и Эмериком Заполей подняли восстание, в которое вмешалась Польша: сын польского короля принц Казимир заручился поддержкой ряда дворян, претендуя на венгерский престол. Он возглавил армию численностью 12 тысяч человек, с помощью которой намеревался взять без боя Кашшу. Матьяш же тем временем сумел примирить враждующих дворян и убедил их встать на свою сторону, а Заполя вместе с Николаусом Киупором де Моносло сам занял Кашшу и укрепился там. Казимир в итоге взял Нитру, и Матьяш направил туда армию из 16 тысяч наёмников, однако вскоре Казимир неожиданно покинул город в сопровождении кавалерии, а затем ушли и остальные польские силы. Конфликт был урегулирован подписанием мира в Офалу[англ.], однако историки расходятся в определении причин спешного отступления Казимира[80]. Итальянец Антонио Бонфини[англ.] утверждал, что имели место осада города и голод среди осаждённых, а также разгром польской армии и спешное отступление Казимира[81]. Венгр Иоанн де Туроци писал, что в ходе контратаки венгры атаковали занятые поляками графства Земплен и Шарош[англ.], выбив оттуда поляков, и сами вторглись в Польшу (хотя похожие события произошли хронологически два года спустя)[82]. Поляк Ян Длугош пишет, что войны формально объявляли и что имело место предательство со стороны венгерского дворянства, а Казимир оказывал помощь отдельным феодалам. Отступление же, по его словам, было связано с вмешательством папы римского Сикста IV, чьи послы встретились в Кракове с королём Казимиром IV, который потребовал вывести польские силы[83]. Исходя из этого, причинами отступления принца Казимира могут быть:
  - Голод, вызванный осадой
  - Разочарование Казимира в союзниках
  - Достигнутое с Матьяшем соглашение (status quo)
  - Посредничество папы римского и его призывы к миру
  - Страх Казимира попасть в плен и страх Матьяша официально объявить войну
  - Интриги венгерского дворянства
10. ↑  7 февраля 1474 года на город Варад напал Али-бей Михалоглу с 7 тысячами всадников, разрушив деревянные стены, разграбив город, предав его огню и уведя в плен жителей. Турки хотели разграбить сокровищницу епископа, однако в замке епископа им оказали сопротивление местные жители (самого епископа в городе не было, а имя руководителя гарнизона было неизвестно). После дня осады турки отступили, так и не взяв замок, но разграбили соседние поселения[90].
11. ↑  В марте 1474 года польский наёмник-капитан Пётр Коморовский проник на север Венгрии и занял несколько фортов, оказав поддержку князю Казимиру в его намерениях захватить венгерский трон. Матьяш выступил против поляков, взяв без боя замки Ружомберок, Градек, Склабина и Чинадиево. В ходе осады замка Арва, где находился Коморовский, Матьяш предложил выкуп в размере 8 тысяч золотых флоринов, которые Коморовский принял, а позже и сам вступил в Чёрную армию[93].
12. ↑  В 1480 году Османская империя готовилась ко вторжению в Сирию, однако после мобилизации австрийцами и венграми своих войск турки решили атаковать последних. Матьяш, узнавший о грядущем вторжении турок, отправил Йоханна Хаугвица и 1500 наёмников навстречу туркам. Хаугвиц по прибытии узнал, что его армию окружили несколько тысяч сипахов, и принял решение укрепиться в крепости рядом с местечком Ноймаркт-ин-Штайермарк, принадлежавшем Священной Римской Империи. Венгерский гарнизон отразил атаку турок и удерживал город вплоть до смерть Матьяша в 1490 году[95]